# Pijava Gorica
Pijava Gorica este o localitate din comuna Škofljica, Slovenia, cu o populație de 669 de locuitori.